# Mimusops coriacea
Mimusops coriacea là một loài thực vật có hoa trong họ Hồng xiêm. Loài này được (A.DC.) Miq. mô tả khoa học đầu tiên năm 1863.